# Stazione meteorologica di Roma Ciampino

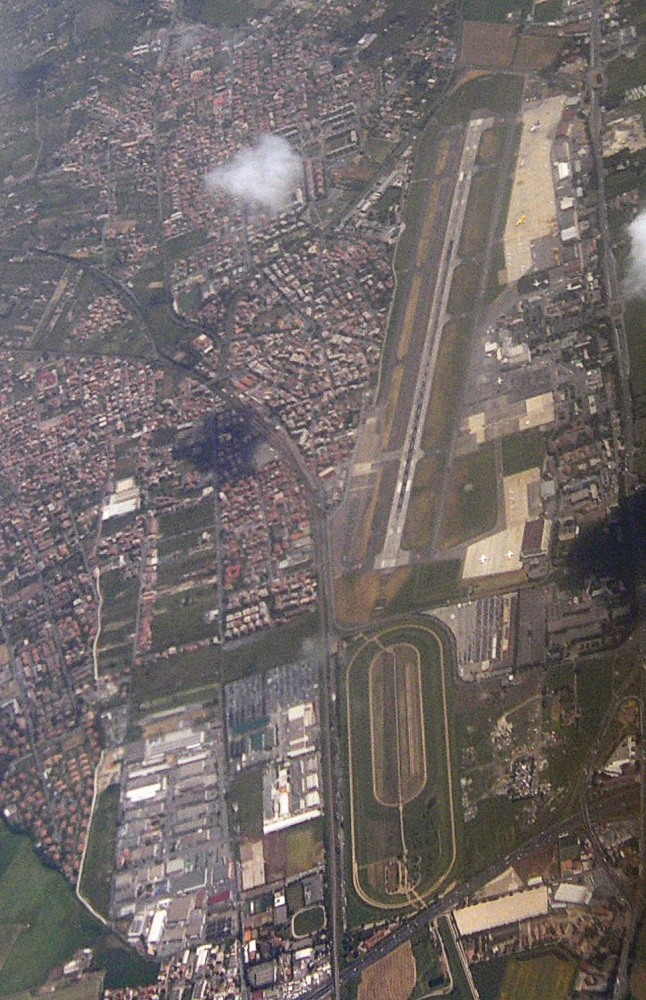
Aeroporto di Roma-Ciampino, sede della stazione meteorologica.

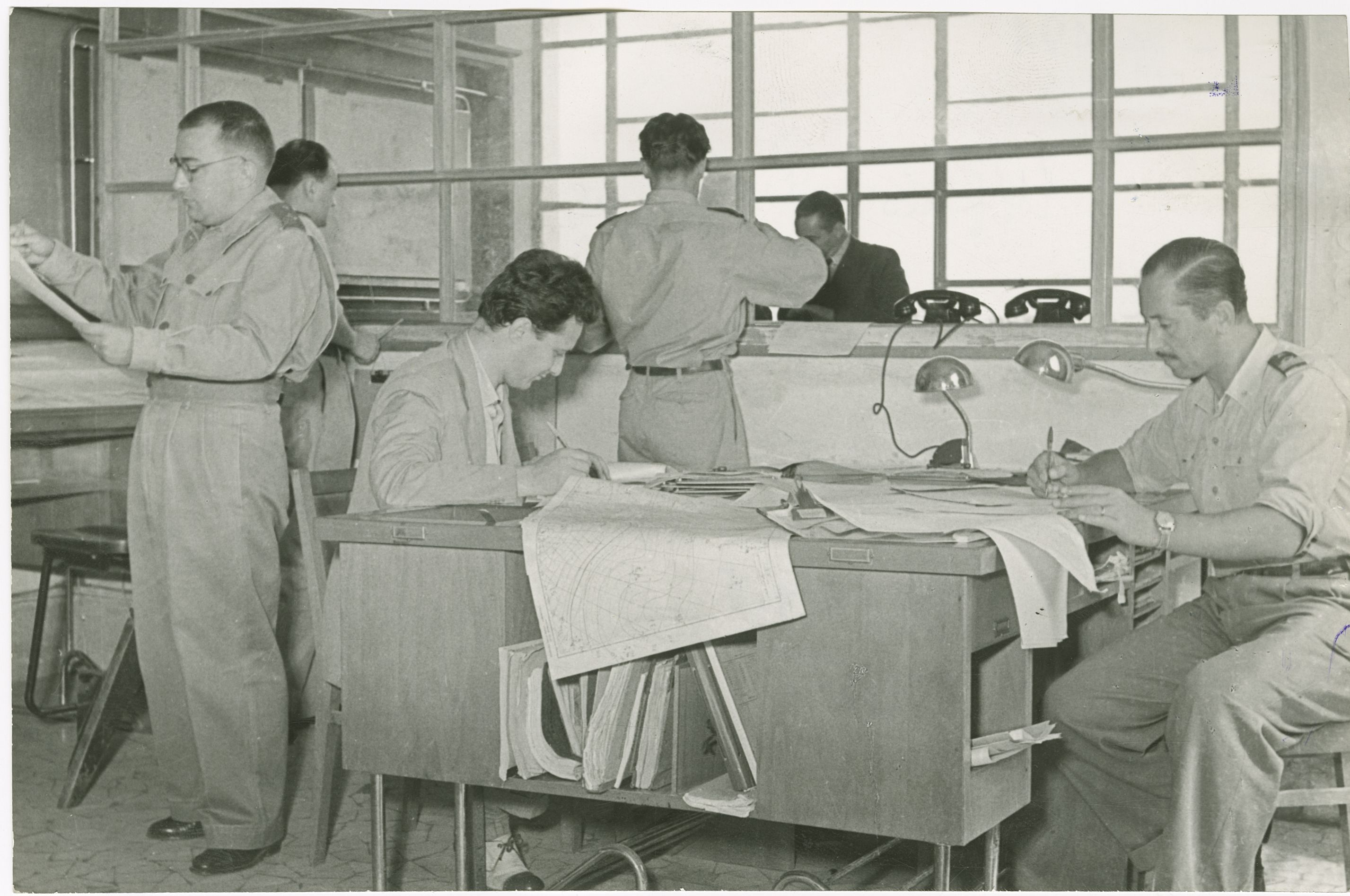
Ufficio previsioni meteorologiche nel 1959.

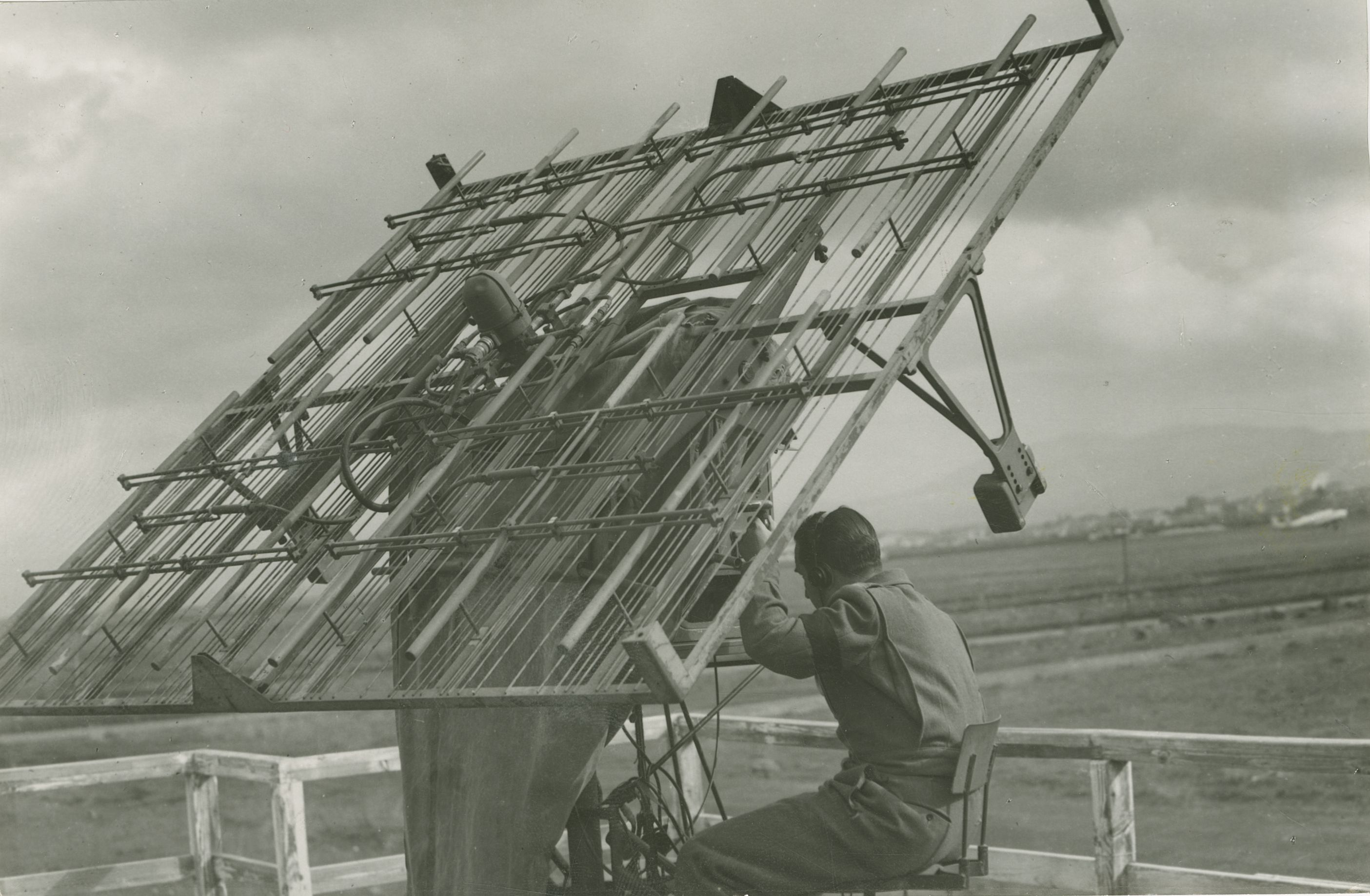
Antenna di un radiovento per rilevazioni meteorologiche a Ciampino nel 1959.

La stazione meteorologica di Roma Ciampino è la stazione meteorologica di riferimento per il Servizio Meteorologico dell'Aeronautica Militare e per l'Organizzazione Meteorologica Mondiale, relativa alla località di Ciampino e all'area sud-orientale di Roma, essendo ubicata presso l'aeroporto di Roma-Ciampino.

## Storia
La stazione aerologica (diventò stazione meteorologica nel 1936 con il M.A. 1 volume dedicato a "I Servizi Radiometrici d'Aeronautica") che faceva parte del Regio Servizio Aerologico Italiano, con il compito di rilevare dati atmosferici in quota a fini aeronautici e marittimi, svolse mansioni di 2ª Classe trasmettendo 4 osservazioni giornaliere d'inverno e 6 osservazioni giornaliere d'estate fino al 1943, anno del disfacimento di tutto il Servizio Meteorologico dell'Aeronautica Militare a causa della guerra.
Dopo la seconda guerra mondiale, con la restituzione nel 1947 da parte degli Alleati cessò il servizio radiosondaggio. Dopo i lavori di ammodernamento dell'aeroporto fatti in occasione del Giubileo del 1950, fu elevata a 1ª Classe ed entrò a far parte della Rete Meteorologica Ausiliaria in seno al CMR (Centro Meteorologico Regionale) di Ciampino, con un Centro Veglia Meteorologica e una stazione radiosondaggi (RDS). Lo sviluppo per l'assistenza al volo degli aerei civili e militari, grazie alla creazione nel 1951 dell'Ali Flotte Riunite con rotte Roma-New York, Roma-Londra ed altre rotte internazionali, fece sì che Ciampino diventasse un aeroporto importante per la capitale.
La stazione meteorologica, inizialmente dal 1946, era situata presso i locali sotto la torre di controllo dell'aeroporto, dove c'era un osservatore adibito permanentemente alle osservazioni a vista effettuate dalla torre di controllo con binocolo; tra il 1944 e il 1947 era inoltre attiva nella medesima area aeroportuale una seconda stazione meteorologica gestita dal personale statunitense in servizio presso la stessa base aerea.
Nel 1956 la stazione meteorologica fu trasferita nei locali precedentemente occupati dal radiogoniometro, situati sull'asse della pista a 200 metri della soglia della testata pista nord, dove con collegamento tramite telescrivente i dati erano trasmessi alla torre, Veglia Meteo e Controllo di Regione. Fu installato un posto d'osservazione meteorologico sull'asse della pista, circa 150 metri dalla soglia della testata sud, collegato tramite telefono con la torre di controllo. I due posti d'osservazione entravano in funzione in condizioni meteorologiche critiche per la visibilità verticale ed orizzontale. L'altezza del suolo su cui si trovava la stazione originaria era di 100 metri s.l.m., con il pozzetto barometrico collocato a 101 metri s.l.m..
Dalle ore 09:00/Z del 4 luglio 1977 diventa operativa la nuova stazione meteorologica costruita sempre in prossimità della testata pista nord e spostata di circa 150 metri verso nord-ovest rispetto ai vecchi locali del radiogoniometro.
Nel periodo compreso tra il giugno e il dicembre 2006 la stazione meteorologica viene ristrutturata e messa a norma.
Dal 27 maggio 2014 la stazione meteorologica è passata sotto la gestione dell'Ente Nazionale per l'Assistenza al Volo.

## Caratteristiche
La stazione meteorologica è situata nell'Italia centrale, in provincia di Roma, nel comune di Ciampino, a 129 metri s.l.m. e alle coordinate geografiche 41°48′29.49″N 12°35′05.82″E.
La stazione, in funzione 24 ore su 24, effettua osservazioni con emissione semioraria di METAR con indicazione dello stato del cielo (nuvolosità in chiaro), temperatura, temperatura di rugiada, umidità relativa, pressione atmosferica con valore normalizzato al livello del mare, direzione e velocità del vento, visibilità orizzontale ed eventuali fenomeni meteorologici in atto. Fino alle ore 6 GMT del 30 giugno 2015 ha inoltre emesso SYNOP triorari e SYREP giornalieri, dove venivano riportati anche i dati delle precipitazioni e dell'eliofania registrate il giorno precedente; il 30 giugno 2015 è divenuta temporaneamente una stazione meteorologica aeronautica di terza classe con la sola emissione di messaggi METAR, mentre dal 1º febbraio 2017 la stazione meteorologica ha ricominciato ad emettere i SYNOP triorari.

### Natura e caratteristiche del terreno (geomorfologia)
Il territorio dell'aeroporto, dove è situata la stazione meteorologica, si estende a ridosso di un'area di natura vulcanica, originata dal collasso del Vulcano Laziale avvenuto alcune centinaia di migliaia di anni fa, che nel tempo diede origine a varie bocche secondarie, di cui la più importante era l'attuale Monte Cavo (949 m s.l.m.). La zona è parte dell'Agro Romano, vasta area rurale in parte pianeggiante ed in parte collinare che si estende attorno alla città di Roma.
- Orografia: pianeggiante
- Idrografia: canale perimetrale di scolo delle acque dell'aeroporto
- Vegetazione: erbosa

## Medie climatiche ufficiali

### Dati climatologici 1981-2010
In base alla media trentennale 1981-2010, la temperatura media del mese più freddo, gennaio, si attesta a quasi +7,3 °C; quella del mese più caldo, agosto, è di circa +25 °C. Nel trentennio esaminato, la temperatura massima di +40,6 °C è stata registrata nell'agosto 1981, mentre la temperatura minima assoluta di -11,0 °C risale al gennaio 1985. Mediamente si contano annualmente 51,8 giorni con temperatura massima eguale o superiore ai 30 °C e 18,8 giorni di gelo.
Le precipitazioni medie annue sono di 792,8 mm, mediamente distribuite in 79 giorni di pioggia, con un picco in autunno-inverno ed un minimo nella stagione estiva.
L'eliofania assoluta media annua si attesta a 7,1 ore giornaliere, com massimo di 11,1 ore medie giornaliere in luglio e minimo di 3,9 ore medie giornaliere in dicembre.
| Roma Ciampino (1981-2010)          | Mesi         | Mesi        | Mesi        | Mesi        | Mesi        | Mesi        | Mesi        | Mesi        | Mesi        | Mesi        | Mesi        | Mesi        | Stagioni | Stagioni | Stagioni | Stagioni | Anno  |
| Roma Ciampino (1981-2010)          | Gen          | Feb         | Mar         | Apr         | Mag         | Giu         | Lug         | Ago         | Set         | Ott         | Nov         | Dic         | Inv      | Pri      | Est      | Aut      | Anno  |
| ---------------------------------- | ------------ | ----------- | ----------- | ----------- | ----------- | ----------- | ----------- | ----------- | ----------- | ----------- | ----------- | ----------- | -------- | -------- | -------- | -------- | ----- |
| T. max. media (°C)                 | 11,6         | 12,6        | 15,3        | 18,2        | 23,2        | 27,5        | 30,9        | 30,9        | 26,6        | 21,9        | 16,2        | 12,4        | 12,2     | 18,9     | 29,8     | 21,6     | 20,6  |
| T. min. media (°C)                 | 3,0          | 3,2         | 5,4         | 8,2         | 12,3        | 16,1        | 18,9        | 19,0        | 15,6        | 12,1        | 7,6         | 4,5         | 3,6      | 8,6      | 18,0     | 11,8     | 10,5  |
| T. max. assoluta (°C)              | 18,6 (1996)  | 20,8 (1990) | 26,6 (1981) | 28,2 (2003) | 34,2 (2008) | 37,8 (1982) | 39,4 (1983) | 40,6 (1981) | 38,4 (1982) | 30,0 (2000) | 25,4 (2004) | 20,2 (2010) | 20,8     | 34,2     | 40,6     | 38,4     | 40,6  |
| T. min. assoluta (°C)              | −11,0 (1985) | −4,4 (1993) | −5,2 (1987) | −1,0 (2003) | 3,8 (1987)  | 9,0 (1990)  | 10,8 (1981) | 11,0 (1981) | 7,6 (1996)  | 0,8 (1981)  | −2,2 (1995) | −6,6 (2010) | −11,0    | −5,2     | 9,0      | −2,2     | −11,0 |
| Giorni di calura (Tmax ≥ 30 °C)    | 0            | 0           | 0           | 0           | 1,0         | 7,4         | 20,0        | 20,1        | 3,3         | 0,0         | 0,0         | 0,0         | 0,0      | 1,0      | 47,5     | 3,3      | 51,8  |
| Giorni di gelo (Tmin ≤ 0 °C)       | 7,0          | 5,6         | 1,6         | 0,1         | 0,0         | 0,0         | 0,0         | 0,0         | 0,0         | 0,0         | 0,6         | 3,9         | 16,5     | 1,7      | 0,0      | 0,6      | 18,8  |
| Precipitazioni (mm)                | 69,1         | 70,5        | 56,9        | 78,5        | 58,6        | 31,0        | 22,1        | 29,4        | 66,9        | 98,1        | 112,6       | 99,1        | 238,7    | 194,0    | 82,5     | 277,6    | 792,8 |
| Giorni di pioggia                  | 7            | 8           | 7           | 9           | 6           | 4           | 2           | 3           | 6           | 8           | 10          | 9           | 24       | 22       | 9        | 24       | 79    |
| Eliofania assoluta (ore al giorno) | 4,3          | 5,3         | 6,0         | 7,0         | 8,7         | 10,0        | 11,1        | 10,2        | 7,9         | 6,4         | 4,7         | 3,9         | 4,5      | 7,2      | 10,4     | 6,3      | 7,1   |

### Dati climatologici 1971-2000
In base alle medie climatiche relative al trentennio 1971-2000, le più recenti in uso, la temperatura media del mese più freddo, gennaio, è di 7,5 °C, mentre quella del mese più caldo, agosto, è di 24,5 °C; mediamente si contano 19 giorni di gelo all'anno e 44,2 giorni annui con temperatura massima uguale o superiore a 30 °C. Nel trentennio esaminato, i valori estremi di temperatura sono i +40,6 °C dell'agosto 1981 e i -11,0 °C del gennaio 1985.
Le precipitazioni medie annue si attestano a 804 mm, mediamente distribuite in 79 giorni, con minimo in estate e picco massimo in autunno.
L'umidità relativa media annua fa registrare il valore di 72,2% con minimi di 66% a luglio e ad agosto e massimo di 79% a dicembre; mediamente si contano 13 giorni annui con episodi nebbiosi.
Di seguito è riportata la tabella con le medie climatiche e i valori massimi e minimi assoluti registrati nel trantennio 1971-2000 e pubblicati nell'Atlante Climatico d'Italia del Servizio Meteorologico dell'Aeronautica Militare relativo al medesimo trentennio.
| Roma Ciampino (1971-2000)       | Mesi         | Mesi        | Mesi        | Mesi        | Mesi        | Mesi        | Mesi        | Mesi        | Mesi        | Mesi        | Mesi        | Mesi        | Stagioni | Stagioni | Stagioni | Stagioni | Anno  |
| Roma Ciampino (1971-2000)       | Gen          | Feb         | Mar         | Apr         | Mag         | Giu         | Lug         | Ago         | Set         | Ott         | Nov         | Dic         | Inv      | Pri      | Est      | Aut      | Anno  |
| ------------------------------- | ------------ | ----------- | ----------- | ----------- | ----------- | ----------- | ----------- | ----------- | ----------- | ----------- | ----------- | ----------- | -------- | -------- | -------- | -------- | ----- |
| T. max. media (°C)              | 11,9         | 13,0        | 15,2        | 17,7        | 22,8        | 26,9        | 30,3        | 30,6        | 26,5        | 21,4        | 15,9        | 12,6        | 12,5     | 18,6     | 29,3     | 21,3     | 20,4  |
| T. min. media (°C)              | 3,1          | 3,5         | 5,2         | 7,5         | 11,6        | 15,3        | 18,0        | 18,3        | 15,2        | 11,3        | 6,9         | 4,2         | 3,6      | 8,1      | 17,2     | 11,1     | 10,0  |
| T. max. assoluta (°C)           | 19,8 (1971)  | 21,2 (1978) | 26,6 (1981) | 27,2 (2000) | 33,0 (1977) | 37,8 (1982) | 39,4 (1983) | 40,6 (1981) | 38,4 (1982) | 30,0 (2000) | 25,0 (1971) | 20,2 (1989) | 21,2     | 33,0     | 40,6     | 38,4     | 40,6  |
| T. min. assoluta (°C)           | −11,0 (1985) | −4,4 (1993) | −5,6 (1971) | 0,0 (1987)  | 3,8 (1987)  | 7,8 (1980)  | 10,6 (1978) | 10,0 (1978) | 5,6 (1971)  | 0,8 (1981)  | −5,2 (1973) | −4,8 (1996) | −11,0    | −5,6     | 7,8      | −5,2     | −11,0 |
| Giorni di calura (Tmax ≥ 30 °C) | 0            | 0           | 0           | 0           | 0           | 5,2         | 17,6        | 18,6        | 2,8         | 0,0         | 0,0         | 0,0         | 0,0      | 0,0      | 41,4     | 2,8      | 44,2  |
| Giorni di gelo (Tmin ≤ 0 °C)    | 6,7          | 4,9         | 2,1         | 0,0         | 0,0         | 0,0         | 0,0         | 0,0         | 0,0         | 0,0         | 1,0         | 4,3         | 15,9     | 2,1      | 0,0      | 1,0      | 19,0  |
| Precipitazioni (mm)             | 66,9         | 73,3        | 57,8        | 80,5        | 52,8        | 34,0        | 19,2        | 36,8        | 73,3        | 113,3       | 115,4       | 81,0        | 221,2    | 191,1    | 90,0     | 302,0    | 804,3 |
| Giorni di pioggia               | 7            | 8           | 8           | 9           | 6           | 4           | 2           | 3           | 6           | 8           | 10          | 8           | 23       | 23       | 9        | 24       | 79    |
| Giorni di nebbia                | 2            | 1           | 1           | 2           | 1           | 1           | 0           | 1           | 0           | 1           | 2           | 2           | 5        | 4        | 2        | 3        | 14    |
| Umidità relativa media (%)      | 76           | 73          | 71          | 73          | 71          | 68          | 66          | 66          | 70          | 75          | 78          | 79          | 76       | 71,7     | 66,7     | 74,3     | 72,2  |

### Dati climatologici 1961-1990
Secondo i dati medi del trentennio 1961-1990, ancora in uso per l'Organizzazione meteorologica mondiale e definito Climate Normal (CLINO), la temperatura media del mese più freddo, gennaio, si attesta a +7,5 °C, mentre quella dei mesi più caldi, luglio e agosto, è di +23,9 °C. Nel trentennio esaminato, la temperatura minima assoluta ha toccato i -11,0 °C nel gennaio 1985 (media delle minime assolute annue di -4,6 °C), mentre la massima assoluta ha fatto registrare i +40,6 °C nell'agosto 1981 (media delle massime assolute annue di +36,4 °C). Mediamente si contano annualmente 45,6 giorni con temperatura massima eguale o superiore ai 30 °C e 22,7 giorni di gelo.
La nuvolosità media annua si attesta a 3,7 okta giornalieri, con minimo in luglio di 2 okta giornalieri e massimi di 4,5 okta giornalieri a febbraio e ad aprile.
Le precipitazioni medie annue superano gli 850 mm, distribuite mediamente in 85 giorni, con un picco tra l'autunno e l'inverno ed un minimo estivo.
L'umidità relativa media annua fa registrare il valore di 72,3% con minimo di 66% ad agosto e massimi di 78% a novembre e a dicembre.
L'eliofania assoluta madia annua si attesta a 6,8 ore giornaliere, con massimo di 10,7 ore giornaliere a luglio e minimo di 3,6 ore giornaliere a dicembre.
La pressione atmosferica media annua normalizzata al livello del mare fa registrare il valore di 1015,4 hPa, con massimi di 1017 hPa a gennaio, a settembre e ad ottobre e minimo di 1013 hPa a marzo.
Il vento presenta una velocità media annua di 4,1 m/s, con minimi di 3,9 m/s a settembre e ad ottobre e massimi di 4,4 m/s a febbraio e a marzo.
| Roma Ciampino (1961-1990)                            | Mesi         | Mesi        | Mesi        | Mesi        | Mesi        | Mesi        | Mesi        | Mesi        | Mesi        | Mesi        | Mesi        | Mesi        | Stagioni | Stagioni | Stagioni | Stagioni | Anno    |
| Roma Ciampino (1961-1990)                            | Gen          | Feb         | Mar         | Apr         | Mag         | Giu         | Lug         | Ago         | Set         | Ott         | Nov         | Dic         | Inv      | Pri      | Est      | Aut      | Anno    |
| ---------------------------------------------------- | ------------ | ----------- | ----------- | ----------- | ----------- | ----------- | ----------- | ----------- | ----------- | ----------- | ----------- | ----------- | -------- | -------- | -------- | -------- | ------- |
| T. max. media (°C)                                   | 11,8         | 13,0        | 15,2        | 18,1        | 22,9        | 27,0        | 30,4        | 30,3        | 26,8        | 21,8        | 16,3        | 12,6        | 12,5     | 18,7     | 29,2     | 21,6     | 20,5    |
| T. min. media (°C)                                   | 2,7          | 3,5         | 5,0         | 7,5         | 11,1        | 14,7        | 17,4        | 17,5        | 14,8        | 10,8        | 6,8         | 3,9         | 3,4      | 7,9      | 16,5     | 10,8     | 9,6     |
| T. max. assoluta (°C)                                | 20,8 (1965)  | 21,2 (1978) | 26,6 (1981) | 27,2 (1977) | 33,0 (1977) | 37,8 (1982) | 39,4 (1983) | 40,6 (1981) | 38,4 (1982) | 30,4 (1966) | 25,0 (1971) | 20,3 (1963) | 21,2     | 33,0     | 40,6     | 38,4     | 40,6    |
| T. min. assoluta (°C)                                | −11,0 (1985) | −6,0 (1965) | −6,5 (1963) | −0,2 (1966) | 1,8 (1962)  | 5,6 (1962)  | 9,1 (1966)  | 9,3 (1963)  | 4,3 (1964)  | 0,8 (1981)  | −5,2 (1973) | −5,6 (1964) | −11,0    | −6,5     | 5,6      | −5,2     | −11,0   |
| Giorni di calura (Tmax ≥ 30 °C)                      | 0            | 0           | 0           | 0           | 0,6         | 5,9         | 18,1        | 17,0        | 3,9         | 0,1         | 0,0         | 0,0         | 0,0      | 0,6      | 41,0     | 4,0      | 45,6    |
| Giorni di gelo (Tmin ≤ 0 °C)                         | 8,0          | 5,6         | 2,7         | 0,1         | 0,0         | 0,0         | 0,0         | 0,0         | 0,0         | 0,0         | 1,1         | 5,2         | 18,8     | 2,8      | 0,0      | 1,1      | 22,7    |
| Nuvolosità (okta al giorno)                          | 4,4          | 4,5         | 4,4         | 4,5         | 4,0         | 3,2         | 2,0         | 2,3         | 3,0         | 3,5         | 4,3         | 4,3         | 4,4      | 4,3      | 2,5      | 3,6      | 3,7     |
| Precipitazioni (mm)                                  | 102,6        | 98,5        | 67,5        | 65,4        | 48,2        | 34,4        | 22,9        | 32,8        | 68,1        | 93,7        | 129,6       | 111,0       | 312,1    | 181,1    | 90,1     | 291,4    | 874,7   |
| Giorni di pioggia                                    | 9            | 9           | 9           | 9           | 6           | 4           | 2           | 3           | 6           | 8           | 11          | 10          | 28       | 24       | 9        | 25       | 86      |
| Umidità relativa media (%)                           | 77           | 75          | 72          | 73          | 71          | 68          | 67          | 66          | 69          | 74          | 78          | 78          | 76,7     | 72       | 67       | 73,7     | 72,3    |
| Eliofania assoluta (ore al giorno)                   | 3,9          | 4,7         | 5,4         | 6,7         | 8,5         | 9,5         | 10,7        | 9,6         | 7,9         | 6,3         | 4,3         | 3,6         | 4,1      | 6,9      | 9,9      | 6,2      | 6,8     |
| Radiazione solare globale media (centesimi di MJ/m²) | 652          | 941         | 1 396       | 1 916       | 2 401       | 2 623       | 2 653       | 2 298       | 1 769       | 1 201       | 722         | 557         | 2 150    | 5 713    | 7 574    | 3 692    | 19 129  |
| Pressione a 0 metri s.l.m. (hPa)                     | 1 017        | 1 016       | 1 013       | 1 015       | 1 015       | 1 016       | 1 015       | 1 015       | 1 017       | 1 017       | 1 015       | 1 014       | 1 015,7  | 1 014,3  | 1 015,3  | 1 016,3  | 1 015,4 |
| Vento (direzione-m/s)                                | NE 4,2       | S 4,4       | S 4,4       | S 4,3       | S 4,0       | SW 4,0      | SW 4,1      | SW 4,0      | S 3,9       | S 3,9       | S 4,3       | NE 4,3      | 4,3      | 4,2      | 4,0      | 4,0      | 4,1     |

### Dati climatologici 1951-1980
In base alla media trentennale 1951-1980, la temperatura media del mese più freddo, gennaio, si attesta a quasi +7,7 °C; quella del mese più caldo, agosto, è di circa +24 °C. Nel trentennio esaminato, la temperatura massima assoluta di +40,4 °C è stata registrata nell'agosto 1956, mentre la temperatura minima di -8,4 °C risale al gennaio 1968. Mediamente si contano annualmente 46,9 giorni con temperatura massima eguale o superiore ai 30 °C e 19,9 giorni di gelo.
Le precipitazioni medie annue sono di 749,5 mm, mediamente distribuite in 82 giorni di pioggia, con un picco in autunno-inverno ed un minimo nella stagione estiva.
| Roma Ciampino (1951-1980)       | Mesi        | Mesi        | Mesi        | Mesi        | Mesi        | Mesi        | Mesi        | Mesi        | Mesi        | Mesi        | Mesi        | Mesi        | Stagioni | Stagioni | Stagioni | Stagioni | Anno  |
| Roma Ciampino (1951-1980)       | Gen         | Feb         | Mar         | Apr         | Mag         | Giu         | Lug         | Ago         | Set         | Ott         | Nov         | Dic         | Inv      | Pri      | Est      | Aut      | Anno  |
| ------------------------------- | ----------- | ----------- | ----------- | ----------- | ----------- | ----------- | ----------- | ----------- | ----------- | ----------- | ----------- | ----------- | -------- | -------- | -------- | -------- | ----- |
| T. max. media (°C)              | 12,2        | 13,3        | 15,6        | 18,5        | 23,1        | 27,3        | 30,3        | 30,4        | 26,9        | 21,8        | 16,7        | 13,1        | 12,9     | 19,1     | 29,3     | 21,8     | 20,8  |
| T. min. media (°C)              | 3,1         | 4,0         | 5,3         | 7,7         | 11,4        | 15,0        | 17,4        | 17,5        | 14,8        | 10,6        | 7,3         | 4,3         | 3,8      | 8,1      | 16,6     | 10,9     | 9,9   |
| T. max. assoluta (°C)           | 20,8 (1965) | 21,6 (1960) | 25,0 (1952) | 27,2 (1977) | 33,0 (1977) | 36,6 (1965) | 38,2 (1967) | 40,4 (1956) | 35,5 (1962) | 30,7 (1958) | 25,0 (1971) | 20,3 (1963) | 21,6     | 33,0     | 40,4     | 35,5     | 40,4  |
| T. min. assoluta (°C)           | −8,4 (1968) | −6,9 (1956) | −6,5 (1963) | −2,4 (1956) | 1,8 (1962)  | 5,6 (1962)  | 9,1 (1966)  | 9,3 (1963)  | 4,3 (1964)  | 1,4 (1978)  | −5,2 (1973) | −5,6 (1964) | −8,4     | −6,5     | 5,6      | −5,2     | −8,4  |
| Giorni di calura (Tmax ≥ 30 °C) | 0           | 0           | 0           | 0           | 0,6         | 6,5         | 17,7        | 17,8        | 4,2         | 0,1         | 0,0         | 0,0         | 0,0      | 0,6      | 42,0     | 4,3      | 46,9  |
| Giorni di gelo (Tmin ≤ 0 °C)    | 7,2         | 4,9         | 2,5         | 0,1         | 0,0         | 0,0         | 0,0         | 0,0         | 0,0         | 0,0         | 0,9         | 4,3         | 16,4     | 2,6      | 0,0      | 0,9      | 19,9  |
| Precipitazioni (mm)             | 79,7        | 63,5        | 63,7        | 60,9        | 48,9        | 33,3        | 16,3        | 30,9        | 71,1        | 82,7        | 108,1       | 90,4        | 233,6    | 173,5    | 80,5     | 261,9    | 749,5 |
| Giorni di pioggia               | 9           | 8           | 9           | 8           | 6           | 4           | 2           | 3           | 6           | 8           | 10          | 9           | 26       | 23       | 9        | 24       | 82    |

## Valori estremi

### Temperature estreme mensili dal 1944 ad oggi
Nella tabella sottostante sono riportate le temperature massime e minime assolute mensili, stagionali ed annuali dal 16 dicembre 1944 ad oggi, con il relativo anno in cui queste si sono registrate. La massima assoluta del periodo esaminato di +40,6 °C risale all'agosto 1981, mentre la minima assoluta di -11,0 °C è del gennaio 1985.
| Roma Ciampino (1944-2024) | Mesi         | Mesi        | Mesi        | Mesi        | Mesi        | Mesi        | Mesi        | Mesi        | Mesi        | Mesi        | Mesi        | Mesi        | Stagioni | Stagioni | Stagioni | Stagioni | Anno  |
| Roma Ciampino (1944-2024) | Gen          | Feb         | Mar         | Apr         | Mag         | Giu         | Lug         | Ago         | Set         | Ott         | Nov         | Dic         | Inv      | Pri      | Est      | Aut      | Anno  |
| ------------------------- | ------------ | ----------- | ----------- | ----------- | ----------- | ----------- | ----------- | ----------- | ----------- | ----------- | ----------- | ----------- | -------- | -------- | -------- | -------- | ----- |
| T. max. assoluta (°C)     | 20,8 (1965)  | 23,0 (1946) | 26,6 (1981) | 30,0 (2013) | 34,2 (2008) | 39,3 (2022) | 39,7 (2023) | 40,6 (1981) | 40,0 (1946) | 32,0 (1946) | 26,1 (2021) | 21,2 (1950) | 23,0     | 34,2     | 40,6     | 40,0     | 40,6  |
| T. min. assoluta (°C)     | −11,0 (1985) | −6,9 (1956) | −6,5 (1963) | −2,4 (1956) | 1,8 (1962)  | 5,6 (1962)  | 9,1 (1966)  | 9,3 (1963)  | 4,3 (1964)  | 0,8 (1981)  | −5,2 (1973) | −6,6 (2010) | −11,0    | −6,5     | 5,6      | −5,2     | −11,0 |

## Medie climatiche aerologiche ufficiali
Nelle tabelle sottostanti sono riportate le medie climatiche registrate dalla stazione aerologica fino al 1960, prima che il servizio radiosondaggi venisse trasferito presso la stazione meteorologica di Pratica di Mare.

### Valori medi delle altezze in metri geopotenziali fino al 1960
| Roma Ciampino                      | Gen   | Feb   | Mar   | Apr   | Mag   | Giu   | Lug   | Ago   | Set   | Ott   | Nov   | Dic   |
| ---------------------------------- | ----- | ----- | ----- | ----- | ----- | ----- | ----- | ----- | ----- | ----- | ----- | ----- |
| Altezza media (m gp) a 40 hPa      | 21790 | 21800 | 21930 | 21980 | 22140 | 22340 | 22430 | 22410 | 22280 | 22060 | 21820 | 21770 |
| Altezza media (m gp) a 60 hPa      | 19230 | 19250 | 19330 | 19410 | 19550 | 19720 | 19840 | 19780 | 19680 | 19470 | 19290 | 19210 |
| Altezza media (m gp) a 100 hPa     | 16010 | 16030 | 16090 | 16140 | 16290 | 16470 | 16610 | 16590 | 16460 | 16280 | 16110 | 16030 |
| Altezza media (m gp) a 150 hPa     | 13450 | 13460 | 13510 | 13550 | 13710 | 13850 | 14050 | 14050 | 13920 | 13740 | 13580 | 13470 |
| Altezza media (m gp) a 200 hPa     | 11630 | 11650 | 11670 | 11710 | 11890 | 12060 | 12200 | 12220 | 12100 | 11940 | 11770 | 11670 |
| Altezza media (m gp) a 300 hPa     | 9040  | 9060  | 9070  | 9100  | 9270  | 9420  | 9510  | 9530  | 9460  | 9320  | 9180  | 9060  |
| Altezza media (m gp) a 400 hPa     | 7110  | 7120  | 7130  | 7160  | 7280  | 7400  | 7450  | 7490  | 7400  | 7330  | 7210  | 7120  |
| Altezza media (m gp) a 500 hPa     | 5520  | 5530  | 5540  | 5560  | 5670  | 5750  | 5800  | 5820  | 5770  | 5690  | 5600  | 5530  |
| Altezza media (m gp) a 600 hPa     | 4170  | 4180  | 4200  | 4200  | 4300  | 4350  | 4380  | 4390  | 4350  | 4300  | 4240  | 4170  |
| Altezza media (m gp) a 700 hPa     | 2990  | 3000  | 2990  | 3000  | 3070  | 3120  | 3140  | 3140  | 3120  | 3090  | 3030  | 2980  |
| Altezza media (m gp) a 800 hPa     | 1930  | 1950  | 1930  | 1940  | 1990  | 2020  | 2030  | 2040  | 2030  | 2000  | 1970  | 1940  |
| Altezza media (m gp) a 850 hPa     | 1450  | 1460  | 1450  | 1450  | 1490  | 1520  | 1520  | 1530  | 1520  | 1510  | 1470  | 1440  |
| Altezza media (m gp) a 900 hPa     | 1020  | 1000  | 980   | 980   | 1020  | 1040  | 1030  | 1040  | 1040  | 1060  | 1000  | 980   |
| Roma Ciampino                      | Gen   | Feb   | Mar   | Apr   | Mag   | Giu   | Lug   | Ago   | Set   | Ott   | Nov   | Dic   |
| Altezza media (m gp) in tropopausa | 10610 | 10730 | 10500 | 10540 | 11100 | 11760 | 12440 | 12760 | 12320 | 11700 | 11010 | 10580 |
| Altezza (m gp) al suolo            | 104   | 104   | 104   | 104   | 104   | 104   | 104   | 104   | 104   | 104   | 104   | 104   |

### Valori medi delle temperature in quota fino al 1960
| Roma Ciampino              | Gen   | Feb   | Mar   | Apr   | Mag   | Giu   | Lug   | Ago   | Set   | Ott   | Nov   | Dic   |
| -------------------------- | ----- | ----- | ----- | ----- | ----- | ----- | ----- | ----- | ----- | ----- | ----- | ----- |
| T media (°C) a 40 hPa      | −56,2 | −56,9 | −53,7 | −53,2 | −52,9 | −50,9 | −50,5 | −51,3 | −52,3 | −55,3 | −59,1 | −58,3 |
| T media (°C) a 60 hPa      | −58,0 | −59,0 | −56,7 | −55,1 | −55,2 | −54,3 | −54,8 | −54,9 | −55,9 | −57,5 | −60,3 | −59,8 |
| T media (°C) a 100 hPa     | −58,2 | −58,4 | −56,9 | −55,8 | −55,9 | −56,3 | −59,1 | −59,5 | −58,6 | −59,8 | −60,6 | −58,8 |
| T media (°C) a 150 hPa     | −56,7 | −57,0 | −54,4 | −54,1 | −55,6 | −55,7 | −56,1 | −57,4 | −59,0 | −59,3 | −59,0 | −56,9 |
| T media (°C) a 200 hPa     | −58,4 | −58,6 | −56,2 | −55,6 | −56,6 | −56,6 | −51,8 | −53,2 | −57,0 | −58,0 | −58,5 | −57,1 |
| T media (°C) a 300 hPa     | −50,3 | −50,0 | −49,4 | −49,1 | −46,0 | −42,3 | −38,9 | −39,0 | −41,0 | −44,8 | −47,7 | −49,7 |
| T media (°C) a 400 hPa     | −36,4 | −36,4 | −35,3 | −34,6 | −30,9 | −26,6 | −23,4 | −23,2 | −25,7 | −29,2 | −33,0 | −36,0 |
| T media (°C) a 500 hPa     | −24,8 | −24,7 | −23,4 | −22,4 | −18,5 | −14,4 | −11,4 | −11,0 | −13,1 | −17,2 | −20,5 | −23,9 |
| T media (°C) a 600 hPa     | −17,0 | −15,5 | −14,0 | −12,9 | −8,9  | −5,1  | −2,1  | −1,7  | −3,9  | −7,9  | −10,9 | −14,1 |
| T media (°C) a 700 hPa     | −7,8  | −7,4  | −6,5  | −5,3  | −1,3  | 2,4   | 5,0   | 6,1   | 3,4   | −0,5  | −3,9  | −6,7  |
| T media (°C) a 800 hPa     | −2,5  | −1,8  | −0,3  | 0,9   | 5,4   | 8,9   | 11,5  | 12,8  | 9,3   | 5,6   | 1,8   | −0,9  |
| T media (°C) a 850 hPa     | 0,8   | 0,8   | 2,6   | 3,9   | 8,7   | 12,1  | 14,8  | 16,0  | 12,2  | 8,5   | 4,8   | 2,1   |
| T media (°C) a 900 hPa     | 3,6   | 3,6   | 5,3   | 7,1   | 11,6  | 15,2  | 17,9  | 19,0  | 15,1  | 11,6  | 7,9   | 5,1   |
| Roma Ciampino              | Gen   | Feb   | Mar   | Apr   | Mag   | Giu   | Lug   | Ago   | Set   | Ott   | Nov   | Dic   |
| T media (°C) in tropopausa | −60,2 | −60,9 | −58,3 | −58,3 | −58,5 | −58,4 | −55,1 | −57,4 | −59,1 | −59,6 | −59,3 | −58,7 |
| T media (°C) al suolo      | 8,1   | 8,8   | 10,8  | 13,0  | 17,5  | 21,6  | 23,3  | 25,0  | 21,5  | 16,9  | 12,6  | 9,4   |